# 2019冠狀病毒病新西蘭疫情
2019冠狀病毒病新西蘭疫情，最早爆發於2020年2月28日。当天该国发现了首例2019冠狀病毒病确诊病例。该名患者60多岁，為紐西蘭公民，在當時曾去过伊朗。3月19日，新西蘭關閉邊境。3月21日，新西蘭提升為第2级警戒，3月23日下午提升至第3级警戒。3月25日提升為为最高級第4级警戒，新西蘭開始全国封锁。4月28日零时起，新西蘭降回第3级警戒，林业、建筑、制造及零售相关行业准备复工。5月14日零点起，新西兰疫情防控响应级别从三级下调至二级。新西兰零售、餐饮、影院、公共设施从當日起可以营业，並且放寬社交距離限制，中小学于5月18日返校复课，酒吧则21日开始重新开放，新西兰国内旅行全面解禁。
6月8日，新西兰总共确诊病人达1504人，总共病死人达22人，1482人康復。所有確診者經已康復。次日起新西兰解除疫情期间针对公共集会的其余限制措施。
8月11日，隨著新西兰再次确诊4例未知来源的本土新冠病毒感染病例，是自从102天以来的第一個未知來源，新西蘭當局宣佈奥克兰大区“封城”。第二天中午，奧克蘭地區上升到第3级警戒，而全國其他地區則移到第2级警戒。9月23日晚上11:59，奧克蘭其他地區移至第2级警戒，而新西蘭其他地區於9月21日晚上11:59移至第1级警戒。
新西蘭對付這種大流行病的方法因其對病毒的快速而強硬的行動而在國際上廣受讚譽，截至2020年10月18日已完成1,030,115項測試。
2021年2月14日，奥克兰因出现3例新冠确诊病例，時隔半年後再次封城，此次封城為期三天。2月28日起，奥克兰再次封城7天。
由於新西蘭出現本土病例，2021年8月17日，新西兰总理杰辛达•阿德恩宣布实施历时三天的全国性禁足令。奥克兰和科罗曼德尔至少封城7天，其他城市封城至少3天。12月2日，奧克蘭封城結束。
2022年4月12日晚間11:59開始，接種疫苗的澳大利亞人將被允許入境且無需在抵達時進行隔離。5月1日午夜開始來自美國、英國、日本、新加坡和德國等其他免簽證國家的遊客可以前往新西蘭。
由於新西蘭连续三天日增确诊超1.1万例，2022年7月14日起，新西蘭當局向民众发放口罩和检测盒。

## 外部連結
- covid19.govt.nz（页面存档备份，存于）, Main New Zealand Government website
- COVID-19 (novel coronavirus)（页面存档备份，存于）, 新西蘭衛生部
- Coronavirus disease (COVID-19) situation reports（页面存档备份，存于） by the 世界卫生组织 (official numbers of confirmed cases by country)
- Coronavirus COVID-19 Global CasesArchive.today的存檔，存档日期2020-01-29 and historical data（页面存档备份，存于） by 约翰·霍普金斯大学